# Bena (Stany Zjednoczone)
Bena – obszar niemunicypalny w hrabstwie Kern, w Kalifornii (Stany Zjednoczone), na wysokości 263 m.